# Xoxa
El riu Xoxa (en rus: Шоша) és un riu de Rússia, que rega les províncies de Tver i de Moscou. La Xoxa és un afluent de la riba dreta del Volga, al que s'uneix a l'altura de l'embassament d'Ivankovo. El Xoxa fa 163 km de llargada i la seva conca s'estén sobre 3.080 km². El riu es glaça de novembre o començament de gener fins a la fi de març o començament d'abril.